# Cercospora bizzozeriana
Cercospora bizzozeriana är en svampart som beskrevs av Sacc. & Berl. 1888. Cercospora bizzozeriana ingår i släktet Cercospora och familjen Mycosphaerellaceae.   Inga underarter finns listade i Catalogue of Life.